# Qualificazioni al campionato europeo di football americano Under-19 2013
Questa voce raccoglie un approfondimento sui risultati degli incontri e sulle classifiche per l'accesso alla fase finale del Campionato europeo di football americano Under-19 2013.

## Le modifiche alla formula
Inizialmente era previsto che il torneo si tenesse in Russia e che vi avessero accesso automatico le nazionali di Russia (Paese organizzatore), Austria e Francia (finaliste dell'edizione precedente). Per raggiungere il totale di 6 partecipanti si sarebbero dovuti giocare una serie di incontri fra Germania e Spagna (dal quale sarebbe uscita una partecipante) e fra Danimarca, Svezia e Finlandia (che avrebbero determinato un'altra partecipante); inoltre si sarebbe tenuto un torneo di qualificazione in Italia (effettivamente giocato a Roma nel 2012 tra Italia, Gran Bretagna, Paesi Bassi e Serbia).
In seguito al ritiro della Spagna, la Germania si qualificò automaticamente per il torneo, lasciando le squadre scandinave e le partecipanti al torneo di Roma a contendersi gli ultimi due posti. Successivamente si verificò la rinuncia all'organizzazione del torneo da parte della Russia, che stravolse completamente la successione delle fasi di qualificazione: a causa della riduzione - decisa dalla EFAF - da 6 a 4 squadre partecipanti al torneo la Francia perse la qualificazione automatica e avrebbe dovuto incontrare la Russia (partita in seguito annullata, con conseguente qualificazione automatica della Francia), mentre l'ultimo posto disponibile sarebbe stato conteso fra la vincente di un incontro in cui si sarebbero affrontate le vincenti tra:
- la vincente del torneo di Roma e la Svezia e
- la Danimarca e la Finlandia.

## Squadre partecipanti
Hanno partecipato alle partite di qualificazione 7 squadre:
| Pr. | Squadra       | Data di iscrizione | Partecipante in quanto | Ultima partecipazione ad un campionato europeo |
| --- | ------------- | ------------------ | ---------------------- | ---------------------------------------------- |
| 1   | Italia        |                    |                        |                                                |
| 2   | Serbia        |                    |                        |                                                |
| 3   | Gran Bretagna |                    |                        |                                                |
| 4   | Paesi Bassi   |                    |                        |                                                |
| 5   | Danimarca     |                    |                        |                                                |
| 6   | Svezia        |                    |                        |                                                |
| 7   | Finlandia     |                    |                        |                                                |

## Risultati

### Torneo di Roma

#### Tabellone
|  | Semifinali    | Semifinali    | Semifinali  |             |        | Finale          | Finale          | Finale          |  |
|  |               |               |             |             |        |                 |                 |                 |  |
|  | Serbia        | Serbia        | 21          |             |        |                 |                 |                 |  |
|  | Serbia        | Serbia        | 21          |             |        |                 |                 |                 |  |
|  | Gran Bretagna | Gran Bretagna | 3           |             |        |                 |                 |                 |  |
|  | Gran Bretagna | Gran Bretagna | 3           |             | Serbia | Serbia          | 7               |                 |  |
|  |               |               |             |             | Serbia | Serbia          | 7               |                 |  |
|  |               |               | Paesi Bassi | Paesi Bassi | 14     |                 |                 |                 |  |
|  | Italia        | Italia        | Paesi Bassi | Paesi Bassi | 14     | 13              |                 |                 |  |
|  | Italia        | Italia        |             |             |        | 13              |                 |                 |  |
|  | Paesi Bassi   | Paesi Bassi   | 14          |             |        | Finale 3º posto | Finale 3º posto | Finale 3º posto |  |
|  | Paesi Bassi   | Paesi Bassi   | 14          |             |        |                 |                 |                 |  |
|  |               |               |             |             |        |                 |                 |                 |  |
|  |               |               |             |             |        | Gran Bretagna   | Gran Bretagna   | 35              |  |
|  |               |               |             |             |        | Gran Bretagna   | Gran Bretagna   | 35              |  |
|  |               |               |             |             |        | Italia          | Italia          | 14              |  |

#### Semifinali
| Roma 7 settembre 2012, ore 11:00 | Serbia | 21 – 3 (0-0 14-3 7-0 0-0) | Gran Bretagna | Stadio Paolo Giannattasio (100 spett.) |

| Roma 7 settembre 2012, ore 20:00 | Italia | 13 – 14 (0-0 0-6 0-8 13-0) | Paesi Bassi | Stadio Paolo Giannattasio (300 spett.) |

#### Finali

##### Finale 3º - 4º posto
| Roma 9 settembre 2012, ore 10:30 | Italia | 14 – 35 (7-7 0-7 7-14 0-7) | Gran Bretagna | Stadio Paolo Giannattasio (150 spett.) |

##### Finale
| Roma 9 settembre 2012, ore 14:30 | Paesi Bassi | 14 – 7 (0-0 0-0 0-7 14-0) | Serbia | Stadio Paolo Giannattasio (300 spett.) |

### Play off

#### Tabellone
|  | Semifinali  | Semifinali  | Semifinali |           |        | Finale | Finale | Finale |  |
|  |             |             |            |           |        |        |        |        |  |
|  | Svezia      | Svezia      | 34         |           |        |        |        |        |  |
|  | Svezia      | Svezia      | 34         |           |        |        |        |        |  |
|  | Paesi Bassi | Paesi Bassi | 12         |           |        |        |        |        |  |
|  | Paesi Bassi | Paesi Bassi | 12         |           | Svezia | Svezia | 19     |        |  |
|  |             |             |            |           | Svezia | Svezia | 19     |        |  |
|  |             |             | Danimarca  | Danimarca | 27     |        |        |        |  |
|  | Danimarca   | Danimarca   | Danimarca  | Danimarca | 27     | 27     |        |        |  |
|  | Danimarca   | Danimarca   |            |           |        |        |        |        |  |
|  | Finlandia   | Finlandia   | 6          |           |        |        |        |        |  |

#### Semifinali
| Gentofte 6 aprile 2013 | Danimarca | 27 – 6 (7-0 0-6 7-0 13-0) referto | Finlandia | Gentofte Sportspark (600 spett.) |

| Helsingborg 28 aprile 2013, ore 13:00 | Svezia | 34 – 12 (14-0 0-6 7-0 13-6) referto | Paesi Bassi | Norvalla IP (623 spett.) |

#### Finale
| Kristianstad 20 agosto 2013, ore 16:00 | Svezia | 19 – 27 (0-0 6-19 0-8 13-0) | Danimarca | Kristianstads IP |

### Verdetti
- Danimarca ammessa al Campionato europeo di football americano Under-19 2013.